# Брітні Скай
Бренді Рей Ротвелл, відома як Брі́тні Скай (англ. Brittney Skye, нар. 5 листопада 1977 року, Мис Жирардо, Міссурі, США) — американська порноакторка та режисерка.

## Біографія
У старших класах школи два роки була чирлідеркою, займалася сноубордингом, часу на школу лишалося небагато. Відвідувала старшу школу Саутгемптона в Лонг-Айленді деякий час, закінчила навчання в Каліфорнії.
Займалася дизайном дитячих кімнат, також працювала продавчинею в магазині. 
Після цього довгий час заробляла стриптизом у різних нічних клубах Каліфорнії. В одному з таких клубів отримала від Еда Пауерса запрошення знятися в порнофільмі.

## Порноіндустрія
Для своєї першої сцени знялася в 2001 році, відтоді з'явилася в понад 290 фільмах, ставши однією з найактивніших порноакторок без постійного контракту. Брітні Скай відмовляється підписати постійний контракт з якою-небудь студією, бажаючи, за власними словами, працювати на себе.
Брітні Скай є режисеркою серії фільмів Brittney's Perversions, яка зараз нараховує 3 релізи. У двох з них Скай знімається у сценах з Оленою Берковою. Остання робота Скай — фільм Sexpose #3, в якому вона виступає режисеркою, а також з'являється в кожній з п'яти сцен, разом з такими зірками порноіндустрії, як Аріанна Джоллі, Лорен Фенікс, Стефані Свіфт. У цьому фільмі Скай виконує всі види сексу, включаючи анальний і подвійне проникнення.

## Нагороди
- 2004 AVN Award — номінація на найкращу починаючу зірку
- 2006 AVN Award — найкраща парна сцена сексу з Томмі Ганном за фільм Зірка порно (Porn Star)[8]